# Биллер, Максим
Максим Биллер (нем. Maxim Biller; род. 25 августа 1960, Прага) — немецкий писатель, бард и журналист.

## Биография
Родился в Чехословакии, в семье выходцев из СССР Семёна Евсеевича Биллера (1931—2017), переводчика, и Раисы Биллер (урождённой Чахмахчевой), публиковавшейся под литературным псевдонимом Рада Биллер (1930—2019). Сестра — британская писательница Елена Лаппин (род. 1954). В 1970 году переехал с семьёй в ФРГ. Жил в Мюнхене, в настоящее время живёт в Берлине. Ведёт сатирическую колонку в воскресном выпуске газеты «Франкфуртер альгемайне» (нем. Frankfurter Allgemeine Sonntagszeitung).

## Произведения
- Wenn ich einmal reich und tot bin (1990, рассказы)
- Land der Väter und Verräter (1994, рассказы)
- Harlem Holocaust (1998, повесть)
- Die Tochter (2000, роман)
- Kühltransport (2001, драма)
- Deutschbuch (2001, эссе и репортажи)
- Esra (2003, роман, запрещён к распространению)
- Bernsteintage (2004, рассказы)
- Maxim Biller Tapes (2004, стихи и проза на CD)
- I Love My Leid (2004, видео)
- Moralische Geschichten (2005, фельетоны из «Франкфуртер альгемайне»)
- Adas größter Wunsch (2005, книга для детей)
- Menschen in falschen Zusammenhängen (2006, комедия)
- Liebe heute: short stories (2007)

## Интересные факты
- Роман «Эсра» был запрещен к распространению после того, как бывшая подруга писателя и её мать подали на автора в суд за их карикатурное изображение.
- Максим Биллер как характерный персонаж Мюнхена упоминается в романе Кристиана Крахта «Faserland».

## Признание
Произведения Биллера переведены на английский, французский, голландский, датский, греческий, чешский и другие языки. Он — лауреат премии Эльзы Ласкер-Шюлер (1997) и других наград за литературу и журналистику.